# Ян Токарски
Ян Тока̀рски (на полски: Jan Tokarski) е полски езиковед полонист, професор, специалист в областта на полската диалектология, морфология и лексика, както и методиката за обучение на полски език, преподавател във Варшавския университет и Висшето педагогическо училище в Келце, действителен член на Полската академия на науките, член на Полското лингвистично дружество.

## Трудове
- Czasowniki polskie (1951)
- Gwara Serpelic. Fonetyka. Fleksja (1964)
- Gramatyka w szkole. Podstawowe zagadnienia metodyki (1966)
- Z pogranicza metodyki i językoznawstwa (1967)
- Słownictwo (teoria wyrazu) (1971)
- Fleksja polska (1973)
- Traktat o ortografii polskiej (1979)
- Zarys leksykologii i leksykografii polskiej (1984) – в съавторство със Станислав Каня